# Ecuación de Basset-Boussinesq-Oseen
En fluidodinámica, la ecuación Basset-Boussinesq-Oseen, también conocida por sus siglas como ecuación BBO, describe el movimiento de - y las fuerzas sobre - una pequeña partícula en  flujo inestable a bajo número de Reynolds. La ecuación lleva el nombre de Joseph Boussinesq, Alfred Barnard Basset y Carl Wilhelm Oseen.

## Formulación
La ecuación de BBO, en la formulación dada por Zhu y Fan y Soo en 1990, se refiere a una pequeña partícula esférica de diámetro {\displaystyle d_{p}} teniendo una densidad media {\displaystyle \rho _{p}} cuyo centro se encuentra en {\displaystyle {\boldsymbol {X}}_{p}(t)}. La partícula se mueve con  velocidad lagrangiana {\displaystyle {\boldsymbol {U}}_{p}(t)={\text{d}}{\boldsymbol {X}}_{p}/{\text{d}}t} en un fluido de densidad {\displaystyle \rho _{f}}, viscosidad dinámica {\displaystyle \mu } y el un campo de velocidades euleriana {\displaystyle {\boldsymbol {u}}_{f}}. El campo de velocidad del fluido que rodea a la partícula consiste en el campo de velocidad local de Euler no perturbado {\displaystyle {\boldsymbol {u}}_{f}.} más un campo de perturbación creado por la presencia de la partícula y su movimiento con respecto al campo no perturbado {\displaystyle {\boldsymbol {u}}_{f}}. Para un diámetro de partícula muy pequeño, este último es localmente una constante cuyo valor está dado por el campo Euleriano no perturbado evaluado en la ubicación del centro de la partícula, {\displaystyle {\boldsymbol {U}}_{f}(t)={\boldsymbol {u}}_{f}({\boldsymbol {X}}_{p}(t),t)}. El pequeño tamaño de partícula también implica que el flujo perturbado se puede encontrar en el límite de un número de Reynolds muy pequeño, lo que lleva a una fuerza de arrastre dada por la resistencia de Stokes. La inestabilidad del flujo en relación con la partícula resulta en contribuciones de fuerza por la masa agregada y la fuerza de Basset. La ecuación de «BBO» se establece de la siguiente forma:
{\displaystyle {\begin{aligned}{\frac {\pi }{6}}\rho _{p}d_{p}^{3}{\frac {{\text{d}}{\boldsymbol {U}}_{p}}{{\text{d}}t}}&=\underbrace {3\pi \mu d_{p}\left({\boldsymbol {U}}_{f}-{\boldsymbol {U}}_{p}\right)} _{\text{term 1}}-\underbrace {{\frac {\pi }{6}}d_{p}^{3}{\boldsymbol {\nabla }}p} _{\text{term 2}}+\underbrace {{\frac {\pi }{12}}\rho _{f}d_{p}^{3}\,{\frac {\text{d}}{{\text{d}}t}}\left({\boldsymbol {U}}_{f}-{\boldsymbol {U}}_{p}\right)} _{\text{term 3}}\\&+\underbrace {{\frac {3}{2}}d_{p}^{2}{\sqrt {\pi \rho _{f}\mu }}\int _{t_{_{0}}}^{t}{\frac {1}{\sqrt {t-\tau }}}\,{\frac {\text{d}}{{\text{d}}\tau }}\left({\boldsymbol {U}}_{f}-{\boldsymbol {U}}_{p}\right)\,{\text{d}}\tau } _{\text{term 4}}+\underbrace {\sum _{k}{\boldsymbol {F}}_{k}} _{\text{term 5}}.\end{aligned}}}
Esta es la segunda ley de Newton, en la que el lado izquierdo de la ecuación es la tasa de cambio del momento lineal de la partícula, y el lado derecho es la suma de las fuerzas que actúan sobre la partícula. Los sumandos del lado derecho son, respectivamente, los siguientes:
1. La resistencia de Stokes,
2. Fuerza de Froude–Krylov debido al  gradiente de presión en el flujo no perturbado, siendo {\displaystyle {\boldsymbol {\nabla }}} el operador gradiente {\displaystyle p({\boldsymbol {x}},t)} del campo de presión inalterado,
3. Masa añadida,
4. Fuerza de Basset y
5. Otras fuerzas que actúan sobre la partícula, como la gravedad, etc.

El número de Raynolds de la partícula {\displaystyle R_{e}:} es:
{\displaystyle R_{e}={\frac {\max \left\{\left|{\boldsymbol {U}}_{p}-{\boldsymbol {U}}_{f}\right|\right\}\,d_{p}}{\mu /\rho _{f}}}}
tiene que ser menos que la unidad,es decir, {\displaystyle R_{e}<1}, para que la ecuación de BBO dé una representación adecuada de las fuerzas sobre la partícula.
También Zhu y Fan (1998, pp. 18–27) sugieren estimar el gradiente de presión a partir de las ecuaciones de Navier-Stokes:
{\displaystyle -{\boldsymbol {\nabla }}p=\rho _{f}{\frac {{\text{D}}{\boldsymbol {u}}_{f}}{{\text{D}}t}}-\mu {\boldsymbol {\nabla }}\!\cdot \!{\boldsymbol {\nabla }}{\boldsymbol {u}}_{f},}
con {\displaystyle {\text{D}}{\boldsymbol {u}}_{f}/{\text{D}}t} el derivado material de {\displaystyle {\boldsymbol {u}}_{f}.} Tengase en cuenta que en las ecuaciones de Navier-Stokes que {\displaystyle {\boldsymbol {u}}_{f}({\boldsymbol {x}},t)} es el campo de velocidad del fluido, mientras que, como se indicó anteriormente, en la ecuación de BBO {\displaystyle {\boldsymbol {U}}_{f}} es la velocidad del flujo no perturbado como lo ve un observador que se mueve con la partícula. Así, incluso en el flujo constante de Euler, {\displaystyle {\boldsymbol {u}}_{f}} depende del tiempo si el campo euleriano no es uniforme.